# Patricia Girard
Patricia Girard (Léno, depois de casada), (Pointe-à-Pitre, Guadeloupe, 8 de abril de 1968) é uma antiga atleta francesa, especialista em corridas de velocidade pura, com ou sem barreiras. Ganhou a medalha de bronze nos 100 metros com barreiras dos Jogos Olímpicos de Atlanta 1996 e foi campeã mundial da estafeta 4 x 100 metros em 2003.